# Hekatomba
Hekatomba (ze starořeckého slova ἑκατόμβη, hekatómbē v překladu hekaton=sto, bús=vůl) je velká krvavá oběť. Ve starověku to znamenalo obětovat bohům 100 kusů (hekaton = sto) hovězího dobytka (nejčastěji býků) nebo obecně velký počet zvířat. Oběti hekatomby se konaly Diovi, posléze i ostatním řeckým bohům jako Apollónu, Athéně a Héře, a nakonec i jiným bohům, při zvláštních náboženských obřadech.
Podle tradice Pythagoras sám po vytvoření své slavné věty musel obětovat jedno sto volů.

## Hovorový význam
Obrazně se hekatomba používá pro velký počet obětí (např. ve světové válce) nebo ve smyslu hromadné vraždy.